# 吴量恺
吴量恺（1929年12月—2020年9月6日），男，满族，吉林伊通人，中国历史学家。知名于对明朝和清朝经济史的研究。

## 生平
1947年就读于长春大学。1948年9月入中国共产党创建的东北大学（1950年改称东北师范大学）历史系学习，1951年毕业后留校历史系教学研究室工作，1953年加入中国共产党。1954年毕业于东北师范大学历史系研究生班。1958年调入武汉华中师范学院（1985年改称华中师范大学）历史系工作，历任助教、讲师、副教授、教授。1980年代开始从事清朝湖北地区商品经济与市场问题的研究。1992年获国务院政府特殊津贴。主持的“中国历史文化名城随州”研究项目获2000年湖北省社会科学优秀成果三等奖。曾参与中国思想家评传丛书项目，为清朝学者崔述撰写评传。他在完稿后让自己的研究生看，接受大家的看法和意见。
2020年9月6日11时36分在武汉中部战区陆军总医院逝世。

## 出版物
- 吴量恺. . 武汉: 华中师范大学出版社. 1991. ISBN 7-5622-0697-X.
- 吴量恺 (编). . 武汉: 华中理工大学出版社. 1995. ISBN 7-5609-1039-4.
- 吴量恺 (编). . 武汉: 湖北人民出版社. 1998. ISBN 7-216-02216-5.
- 吴量恺. . 中国思想家评传丛书. 南京: 南京大学出版社. 2001. ISBN 7-305-03625-0.
- 吴量恺. 赵德馨 , 编. . 长沙: 湖南人民出版社. 2002. ISBN 7-5438-3181-3.
- 吴量恺. . 武汉: 湖北人民出版社. 2014. ISBN 978-7-216-08040-8.